# Iwan Gawriłow
Iwan Andriejewicz Gawriłow (ros. Иван Андреевич Гаврилов, ur. 30 sierpnia 1883 we wsi Bułyczi w guberni kałuskiej, zm. 2 września 1937 w Kijowie) – rosyjski działacz komunistyczny, radziecki polityk.

## Życiorys
W 1903 został aresztowany. Od 1908 działał w SDPRR, od 1915 do grudnia 1917 był żołnierzem rosyjskiej armii, w grudniu 1917 zaczął organizować Czerwoną Gwardię, w 1918 prowadził podziemną działalność komunistyczną w Aleksandrowsku (obecnie Zaporoże). W lipcu 1919 został komisarzem zaopatrzenia 58 Dywizji Piechoty Armii Czerwonej, w grudniu 1920 przewodniczącym powiatowego komitetu rewolucyjnego w Hulajpolu i przewodniczącym narady wojennej w Hulajpolu, 1921-1922 był zastępcą przewodniczącego Komitetu Wykonawczego Zaporoskiej Rady Gubernialnej (w 1921 został członkiem RKP(b)). Później został przewodniczącym Komitetu Wykonawczego Zaporoskiej Rady Okręgowej, w marcu-kwietniu 1924 był p.o. przewodniczącego, następnie przewodniczącym Komitetu Wykonawczego Jekaterynosławskiej Rady Gubernialnej; po przemianowaniu guberni jekaterynosławskiej na okręg dniepropetrowski został przewodniczącym Komitetu Wykonawczego Dniepropetrowskiej Rady Okręgowej (1925-1927). Od sierpnia 1927 do 1928 był przewodniczącym Komitetu Wykonawczego Mariupolskiej Rady Okręgowej, 1928-1930 przewodniczącym Ukrkołchocentra, później kierownikiem trustu budowlanego. Od 15 czerwca 1930 do 18 stycznia 1934 był członkiem Komisji Rewizyjnej KP(b)U, od 4 września 1932 do czerwca 1933 ludowym komisarzem gospodarki komunalnej Ukraińskiej SRR, a od 13 maja 1933 do 9 września 1936 przewodniczącym Komitetu Wykonawczego Dniepropetrowskiej Rady Obwodowej. Od 23 stycznia 1934 do 27 maja 1937 był członkiem KC KP(b)U, od września 1936 do stycznia 1937 pozostawał w rezerwie KC KP(b)U, od stycznia do lipca 1937 był przewodniczącym Ukraińskiej Republikańskiej Rady Spółdzielni Spożywców. 20 grudnia 1935 został odznaczony Orderem Lenina. 21 czerwca 1937 podczas wielkiego terroru został aresztowany i następnie rozstrzelany.